# Patrick Flores
Patricio Fernández Flores, né le 26 juillet 1929 à Ganado et mort le 9 janvier 2017 à San Antonio, est un prélat catholique américain. De 1979 à 2004, Flores est archevêque de l'archidiocèse de San Antonio. Entre 1978 et 1979, il est évêque du diocèse d'El Paso. De 1970 à 1978, Flores est évêque auxiliaire de l'archidiocèse de San Antonio.
Flores est le premier Mexicano-Américain à devenir évêque catholique.

## Biographie
Patrick Flores naît le 26 juillet 1929 au sein d'une famille de travailleurs immigrés américains à Ganado, au Texas. En classe de première, Flores souhaite abandonner ses études après avoir appris que son père était malade, mais change d'avis après qu'un évêque lui proposa de financer sa formation. Flores est technicien de surface au sein d'une cantine locale.
Après avoir été diplômé de l'O'Connell High School de Galveston, il se rend au séminaire Sainte-Marie de La Porte, ainsi que celui de Houston.

### Prêtrise
Flores est ordonné prêtre du Diocèse de Galveston-Houston le 26 mai 1956.
Au début des années 1960, Flores dirige le Mouvement Chrétien des Familles (Christian Family Movement) au sein du diocèse de Galveston-Houston, ainsi que le Comité épiscopal pour les hispanophones, un ministère encourageant les congrégations bilingues. En octobre 1969, Flores se joint à 47 autres prêtres hispanophones dans le but d'établir PADRES Padres Asociados para Derechos Religiosos, Educativos, y Sociales ("Prêtres Associés pour les Droits Religieux, éducatifs, et Sociaux"), une organisation ayant l'intention d'attirer l'attention sur les problèmes que rencontrent les hispanophones au sein de l'église et de la société.

### Évêque auxiliaire de San Antonio
Le pape Paul VI nomme Flores évêque auxiliaire de l'archidiocèse de San Antonio le 9 mars 1970, ainsi qu'évêque titulaire d'Italica. Flores est consacré évêque le 5 mai 1970 par l'archevêque Luigi Raimondi. La devise épiscopale que Flores choisit est Laborabo non mihi sed omnibus, "Je ne travaillerai pas pour moi-même, mais pour les autres".
Flores est également nommé président du Comité consultatif de l'État du Texas à la Commission on Civil Rights en mai 1970. En juillet 1970, il est nommé aumônier national de la Lulac. En 1972, Flores cofonde le centre culturel Mexicano-Américain de San Antonio.

### Évêque d'El Paso
Le 4 avril 1078, le pape Paul VI nomme Flores évêque du diocèse d'El Paso, et est installé le 23 mai 1978.

### Archevêque de San Antonio
Le 23 août 1979, le pape Jean-Paul II nomme Flores archevêque de l'archidiocèse de San Antonio. Il est installé le 13 octobre 1979.
En 1980, Flores devient membre du Comité du caucus hispanique, et en 1981, il fonde la Télévision catholique de San Antonio, la première chaîne de télévision diocésaine aux États-Unis. En 1997, lorsque Billy Graham annonçe une croisade religieuse à l'Alamodome de San Antonio, Flores enregistre des spots de radio en anglais ainsi qu'en espagnol dans le but de promouvoir l'événement. Graham crédite Flores en raison de la grande réaction.
En 1993, Flores intente un procès contre la ville de Boerne. La paroisse Saint-Pierre de Boerne désirait étendre son église afin d'accueillir davantage de fidèles mais la ville le refusa, en raison qu'il s'agissait d'un édifice historique d'adobe. L'archidiocèse poursuit la ville en justice, citant les clauses de la Loi sur la restauration de la liberté religieuse fédérale de 1993. En 1997, le procès mène finalement à la décision de la Cour suprême des États-Unis ayant fait jurisprudence, invalidant certaines clauses de la loi sur la restauration de la liberté religieuse, déclarant que cette loi constituait un usage inconstitutionnel des pouvoirs garantis au Congrès sous la Cinquième Section du Quatorzième amendement de la Constitution américaine,.
Le 27 juin 2000, Nelson Escolero, habitant légal américain originaire du Salvador, tient Flores ainsi que son secrétaire en otage pendant plus de neuf heures avec une fausse grenade au sein de la Chancellerie Catholique. Escolero a récemment été arrêté pour conduite malgré suspension du permis de conduire et craint la déportation au Salvador. Escolero se rend pacifiquement à la police ce soir-là. Il a ensuite été crédité d'avoir contribué à désamorcer le dispositif d'espacement,.
Le 3 février 2003, l'archidiocèse règle un procès intenté par Julia Villegas Phelps pour $300,000. Elle déclara avoir été agressée sexuellement par Michael Kenny, un prêtre de l'archidiocèse, et que Flores avait rejeté ses accusations. Kenny avoue avoir eu une relation sexuelle avec Julia Phelps. Lors de sa déposition légale, Flores fit remarquer : "Nos prêtres ne sont pas des bébés, je ne garderai pas un œil sur eux 24h/24".

### Retraite
Après avoir atteint l'âge obligatoire de départ à la retraite, c'est-à-dire 75 ans, Flores soumet sa lettre de démission en tant qu'archevêque de l'archidiocèse de San Antonio au pape Jean-Paul II. Ce dernier accepte sa démission le 29 décembre 2004.
Le 6 octobre 2007, A Migrant's Masterpiece ("Le chef-d'œuvre d'un migrant"), un documentaire d'une heure représentant la vie de Flores sortit à San Antonio. Réalisé par Hector Galan, il cherche à placer la vie de l'archevêque dans le contexte de "l'histoire des Latinos au Texas, [ainsi que] le mouvement des droits civiques au Texas" selon Pat Rogers, le directeur de la communication de l'Archidiocèse de San Antonio. Le documentaire a été financé grâce à des dons privés et utilisa de rares images d'archives ainsi que des entretiens avec la famille de Flores. Il a finalement été diffusé sur le Public Broadcasting Service.
Le 27 mai 2015, Flores ainsi que l'archidiocèse ont été accusés d'avoir ignoré les accusations d'abus sexuels visant un prêtre. Le plaignant déclara qu'à l'époque, il était mineur au sein d'un orphelinat de San Antonio dans les années 1980, et a été sexuellement abusé par Jesus Armando Dominguez, séminariste du Séminaire de l'Assomption. Le plaignant déclara qu'il avait signalé ces faits à Flores, qui ne tint pas sa promesse d'enquêter sur eux. Dominguez se rendit au Mexique afin d'échapper aux poursuites pénales en Californie.
Flores meurt le 9 janvier 2017, à la suite d'une insuffisance cardiaque congestive et d'une pneumonie à San Antonio,.